# PlayStation 3
PlayStation 3 је играчка конзола произведена 2006. године у Јапану. Припада седмој генерацији играчких конзола, и наследник је успешне играчке конзоле PlayStation 2. PlayStation 3 конзола је пуштена у продају у Јапану 11. новембра 2006, 17. новембра 2006. у САД и 23. марта 2007. у Европи и Океанији.

## Хардвер
ПС3 поседује БлуРеј РОМ 2х брзине који је у стању да чита БД-РОМ, DVD-РОМ, ЦД-РОМ и широк спектар других оптичких медија.
Срце ПС-а 3 представља Сел Бродбанд енџин, који је развијен од стране IBM-а, Сонија и Тошибе. Сел процесор користи 7 посебних СПЕ јединица од којих је једна резервисана за програм који се одазива на назив Хајпервисор и који служи за спречавање покретања непотписаног кода и једног ППЕ-а, који се користи за дистрибуцију задатака СПЕ-овима.
Графички процесор је потписан од стране Нвидије и зове се RSX, што је скраћеница за Ријалити Синтисајзер. Ријалити Синтисајзер је дериват Г70 архитектуре, која је срце Нвидијине Џи-Форс 7000 серије графичких акцелератора.
PlayStation 3 поседује 256 MB примарне XDR меморије чији је творац Рамбус, који је и раније креирао меморијске системе за Сонијеве конзоле и 256 MB ГДДР 3 меморије коју користи првенствено графички процесор. Сел и Ријалити Синтисајзер могу слободно приступати било којој меморији, додуше, уз одређену латенцију и нешто мањи бендвит.
Максимална резолуција коју ПС3 може да испоручи јесте 1080п (1920х1080, прогресив) искључиво путем ХДМИ 1.3а кабла.
Осим већ наведеног ХДМИ порта, ПС3 поседује још Блутут 2.0, Гигабит Етернет (за повезивање на интернет) и USB 2.0.
Неки модели поседују и Вај-Фај за бежично повезивање на интернет и читач меморијских картица.

## Софтвер
Оперативни систем
Оперативни систем који управља радом ПС3 се зове „Крос медија бар“ (Cross (X) Media Bar или краће XMB) и састоји се од паралелно постављених колона у којима се налазе подскупови повезани са значењем имена главне колоне у којој се та подколона налази.
Сони је путем издавања нових верзија фирмваре константно повећавао могућности Крос Медија Бара.
Током времена додавана је подршка за репродукцију нових аудио/видео кодека, као и бројна унапређења интерфејса и нове могућности (као што су нпр. Трофеји, додати у ревизији фирмвера 2.40).
Оно што ПС3 издваја од других конзола јесте могућност инсталирања алтернативних оперативних система одмах при првом паљењу конзоле (код других конзола ово захтева инсталирање мод-чипова или неки друг вид пробијања заштите које конзола поседује).
ПС3 има уграђену подршку за инсталирање Линукса, а током времена су развијене посебне дистрибуције, посебно оптимизоване за ПС3.
Плејстејшн Мрежа (PlayStation Network)
Као одговор на изненађујуће велики успех Мајкросфотовог Икс Бокс Уживо сервиса, Сони је представио свој централизовани интернет сервис под називом Плејстејшн Мрежа (PlayStation Network или краће PSN).
Плејстејшн Мрежа омогућава власницима ПС3 конзоле бесплатно играње са другим играчима широм света путем интернет конекције и преузимање бројних садржаја као што су игре за Плејстејшн 1, разне теме, слике, снимци игара и прес-конференција итд.
На Е3 сајму 2008. године Сони је објавио да је почео са изнајмљивањем и продајом широког спектра филмова и ТВ серија путем Плејстејшн Мрежа сервиса.

## Игре
Плејстејшн 3 је пуштен у продају 23. марта 2007. у Европи и Аустралији (која се (када је реч о хардверу) у индустрији игара углавном разматра као да је у склопу Европског тржишта), где је стигла приметно касније у односу на Јапанско (11. новембра 2006.) и Северноамеричко тржиште (17. новембра 2006.). На Америчком тржишту конзола је изашла са укупно 14 наслова, са тим да су још 3 игре постале доступне пре краја 2006. године.
Наслов који је био најбоље продаван у првих недељу дана након изласка конзоле је Resistance: Fall of Men, развијен од стране Инсомнијака, америчког студија познатог по Ratchet&Clank франшизи.
У Европи, ПС3 је лансиран са укупно 25 игара, од којих се, осим већ поменутог Resistance-а истакли још Motorstorm и порт са Икс Бокса 360, Elder Scrolls 4: Oblivion.
Запажено су још прошли Virtua Fighter 5 и Formula 1: Championship Edition.
На Е3 сајму 2007. Сони је приказао 5 најбољих игара за ПС3 у 2007. Warhawk, Heavenly Sword, Lair, Uncharted: Drake's Fortune и Ratchet&Clank Future: Tools of Destruction, које су све редом биле објављене у 3. и 4. кварталу исте године. На истом сајму су приказани и још неки наслови чији је датум изласка био у 2008. години, првенствено Gran Turismo 5: Prologue, LittleBigPlanet и SOCOM: Confrontation. Приказане су и најбоље, ексклузивне игре, других тимова, као што су Metal Gear Solid 4: Guns of the Patriots (који се сматра најбољом ПС3 игром) и Haze (који је и поред огромне медијске пажње, испао просечно, уз изузетно ниске оцене водећих играчких сајтова).
Приказани су и још 2 врло важна наслова, Devil May Cry 4 и Grand Theft Auto 4.
На Е3 сајму 2008. Сони је представио игре које чине срж његове понуде игара за 2009. као што су DC Universe, God of War 3, Infamous, Killzone 2 и нову Зиперову игру, MAG (Massive Online Game).
На Е3 сајму 2011. су приказани хитови попут игара Resistance 3, Uncharted 3, Killzone 3, Little Big Planet 2. Ти наслови су обезбедили пораст продаје Сонијеве конзоле и спадале су у неке од најбољих игара представљених на том сајму. На Е3 сајму 2012. Сонијеви развојни тимови су представили још неколико игара (попут God of War: Ascension и PlayStation All-stars Battle Royale), међу којима је Last of Us постала изузетно хваљена и продавана у познијем периоду тржишног живота конзоле.